# Forenede Arabiske Emirater ved sommer-OL 2020
Forenede Arabiske Emirater deltog under Sommer-OL 2020 i Tokyo, som blev afviklet i perioden 23. juli til 8. august 2021.

## Medaljer
| 2020 Tokyo                 | Guld | Sølv | Bronze | Total |
| Forenede Arabiske Emirater | 0    | 0    | 0      | 0     |

### Medaljevinderne
| Forenede Arabiske Emirater under sommer-OL 2020 i Tokyo | Forenede Arabiske Emirater under sommer-OL 2020 i Tokyo | Forenede Arabiske Emirater under sommer-OL 2020 i Tokyo | Forenede Arabiske Emirater under sommer-OL 2020 i Tokyo | Forenede Arabiske Emirater under sommer-OL 2020 i Tokyo |
| Medalje                                                 | Navn                                                    | Sport                                                   | Event                                                   | Dato                                                    |
| ------------------------------------------------------- | ------------------------------------------------------- | ------------------------------------------------------- | ------------------------------------------------------- | ------------------------------------------------------- |
| -                                                       | -                                                       | -                                                       | -                                                       | -                                                       |